# Podkova
Die Podkova (deutsch Hufeisenberg oder Hufeisenstein) ist ein 519 Meter hoher Berg westlich von Dolní Sedlo (Spittelgrund) im Lausitzer Gebirge.
Der langgestreckte, bewaldete Berg liegt 300 m südöstlich der entlang des Weißbachtals verlaufenden deutsch-tschechischen Grenze. Unmittelbar nordöstlich wird er von der 565 m hohen Popova skála dominiert. Im Südwesten schließt sich der 539 m hohe Loupežnický vrch (Raubschloßberg) an.
An der Südostflanke des Berges steht ein ebenfalls Podkova (Hufeisenstein) genannter 15 m hoher Sandsteinfelsen. Sein Name rührt von mehreren hufeisenförmigen Vertiefungen an seinen Wänden her. Der Sage nach stammen sie von den Hufen des Pferdes eines vor seinen Verfolgern flüchtenden Raubritters. Der Hufeisenstein ist ein Kletterfelsen, der erstmals 1907 von Max Metze und Eduard Richter bestiegen wurde. Es werden fünf Kletterrouten der Schwierigkeit IV bis VIIc nach dem sächsischen Bewertungssystem ausgewiesen.